# Trans'Agglo
Le réseau de bus Trans'Agglo est le réseau de transport de l'intercommunalité Durance-Luberon-Verdon Agglomération.

## Historique
Le groupe Transdev associé à la Banque des Territoires (groupe Caisse des dépôts) a remporté le contrat de délégation de service public (DSP) des transports de la communauté d'agglomération Durance-Luberon-Verdon Agglomération (DLVA).

### Identité visuelle

Logo du 1er septembre 2015 au 7 juillet 2019
Logo depuis le 7 juillet 2019

## Lignes du réseau

### Présentation
Le réseau de transport urbain Trans’Agglo est un service de transport en commun sur la commune de Manosque.

## Lignes scolaires
Les lignes scolaires de la DLVA sont intégrées dans le réseau Trans'Agglo, toutes les lignes sont accessibles au scolaire.
Certaines lignes ont été rajoutés pour le scolaire, elles sont aussi accessibles aux personnes non scolaire dans la limite des places disponibles,

## Parc de véhicules
En août 2024, le parc d'autobus du réseau Trans'Agglo est composé de 45 véhicules dont 12 midibus, 3 minibus et 30 autocars. Au sein de cette flotte, 11 bus fonctionnent au gaz naturel, les autres véhicules sont équipés de moteurs Diesel.

### Midibus
| Constructeur  | Modèle    | Nombre | Numéros de parc                                      | Période de mise en service      | Affectation  | Observation |
| ------------- | --------- | ------ | ---------------------------------------------------- | ------------------------------- | ------------ | ----------- |
| Mercedes-Benz | Citaro C2 | 2      | 101122, 101155                                       | Mai 2018                        | 111112113114 | –           |
| Otokar        | Vectio C  | 10     | 103844, 103853, 103858-103859, 103900-103903, 104129 | Entre juillet 2019 et août 2019 | 111112113114 | –           |

### Minibus
| Constructeur | Modèle         | Nombre | Numéros de parc | Période de mise en service | Affectation | Observation |
| ------------ | -------------- | ------ | --------------- | -------------------------- | ----------- | ----------- |
| Citroën      | Jumper II TPMR | 1      | + 1 inconnu     | Septembre 2019             | 126         | –           |
| Indcar       | Mobi           | 2      | 207, 209        | Juillet 2008               | 126         | –           |

### Autocars
| Constructeur  | Modèle          | Nombre | Numéros de parc                                         | Période de mise en service         | Affectation                          | Observation |
| ------------- | --------------- | ------ | ------------------------------------------------------- | ---------------------------------- | ------------------------------------ | ----------- |
| Iveco Bus     | Crossway Line   | 1      | 24980                                                   | Mai 2016                           | 120123124125127131132133134135136137 | –           |
| Iveco Bus     | Crossway Pop    | 14     | 47-49, 53, 55, 125, 415, 24537-24538, 24617 + 4 inconnu | Entre décembre 2015 à octobre 2016 | 120123124125127131132133134135136137 | –           |
| Iveco Bus     | Crossway Pop NP | 11     | 108222-108232                                           | Mars 2021                          | 120123124131132133136                | –           |
| Mercedes-Benz | Intouro II M    | 2      | 104132, 104134                                          | Août 2019                          | 120123124131132133136                | –           |
| Mercedes-Benz | Intouro II ME   | 1      | 26196                                                   | Septembre 2012                     | 120123124125127131132133134135136137 | –           |
| Otokar        | Navigo U        | 1      | + 1 inconnu                                             | Août 2019                          | 125127134135137                      | –           |

### Dépôts
- Le dépôt de Transdev Alpes Durance est situé dans la principauté, au 545 Rue Saint-Eloi, 04300 Forcalquier
- Le dépôt de Transdev Durance est situé dans la principauté, au 1870 Rte de Marseille, 04100 Manosque